# Actinote canutia
Actinote canutia is een vlinder uit de familie van de Nymphalidae. De wetenschappelijke naam van de soort is voor het eerst geldig gepubliceerd in 1873 door Carl Heinrich Hopffer.